# Tchatkal
Le Tchatkal est une rivière de Kirghizie et d'Ouzbékistan, appartenant au bassin du Syr Daria, qui se jette dans le réservoir du Tcharvak, non loin du village de Bourtchmoulla. Son cours est de 233 kilomètres.

## Description
Le Tchatkal, qui est alimenté par la fonte des neiges, prend sa source dans les pentes sud-ouest de l'Alataou de Talas. Il traverse dans son cours supérieur une vallée large entre des pentes abruptes et élevées. Après la confluence avec la rivière Ters, le Tchatkal traverse une gorge profonde. Ses affluents gauches principaux sont les rivières Ters (8,1 % du bassin) et Akboulak (11,9 % du bassin), ses affluents droits principaux, les rivières Sandaltach (16,8 % du bassin) et Koksou (5,9 % du bassin). Son débit moyen est de 72 m3/s jusqu'à 180 m3/s. avant de se jeter dans le réservoir.

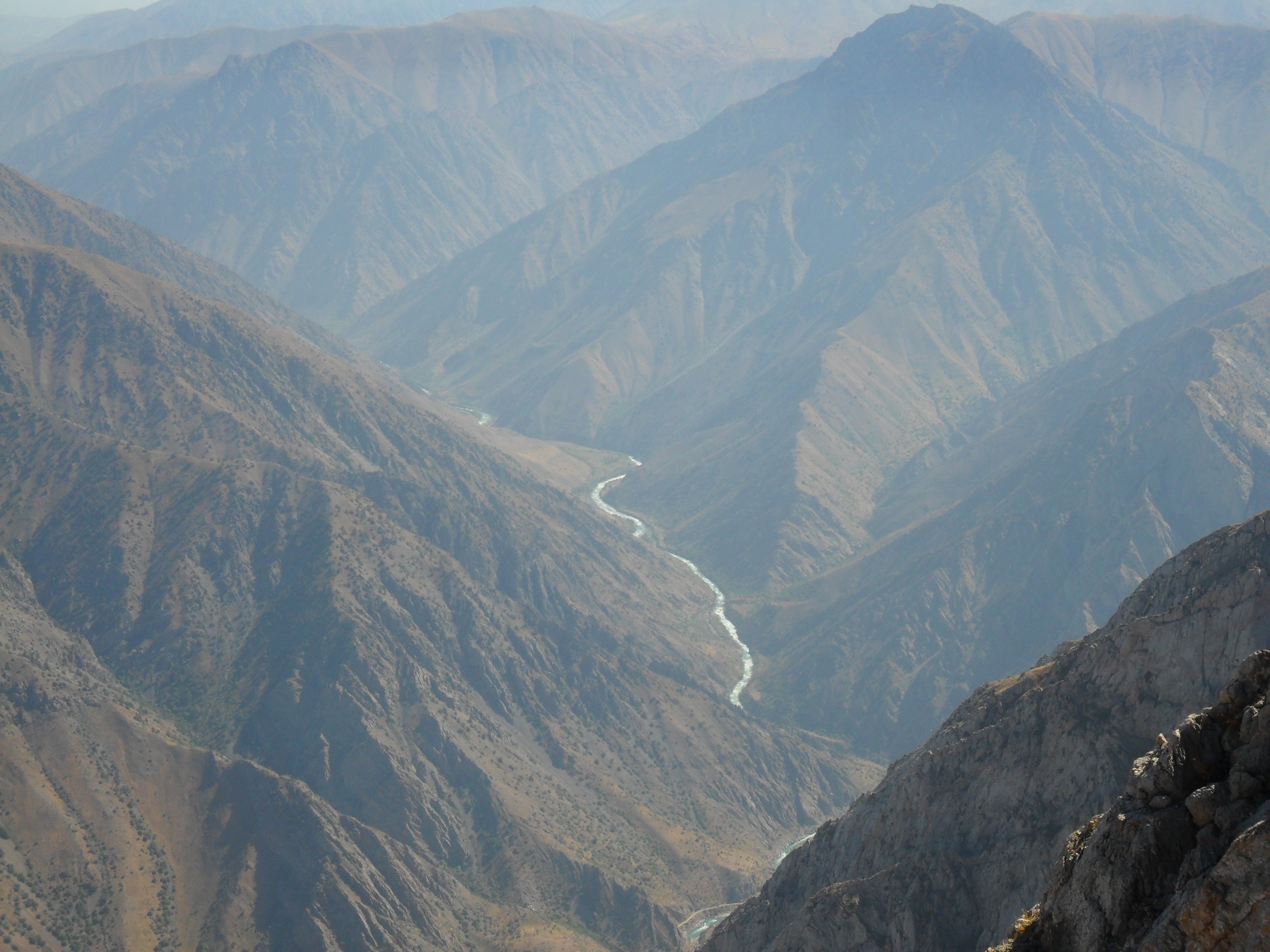
Vue du Tchatkal du pic d'Aoukachka (pic du Chasseur)

À l'époque soviétique, des itinéraires touristiques rencontraient une certaine popularité, une base ayant été fondée en octobre 1975 pour les sports aquatiques à Bourtchmoulla, qui était régulièrement visitée par des équipes venues de Léningrad ou de Moscou, mais la situation touristique est plus difficile aujourd'hui.
Dans les environs du village d'Obi-Rakhmat (Aourakhmat), les restes d'un homme préhistorique (50 000 ans av. J.-C.) ont été découverts en 2003 sur les bords d'un affluent droit du Tchatkal, le Paltaou.

## Source
- (ru) Cet article est partiellement ou en totalité issu de l’article de Wikipédia en russe intitulé « Чаткал » (voir la liste des auteurs).